# Simangambat (Huta Raja Tinggi)
Simangambat is een bestuurslaag in het regentschap Padang Lawas van de provincie Noord-Sumatra, Indonesië. Simangambat telt 363 inwoners (volkstelling 2010).